# Haute-Sanaga
Haute-Sanaga is een departement in Kameroen, gelegen in de regio Centre. De hoofdplaats van het departement heet Nanga-Eboko. De totale oppervlakte bedraagt 11.854 km². Met 115.305 inwoners bij de census van 2001 leidt dit tot een bevolkingsdichtheid van 9 inw/km².

## Gemeenten
Haute-Sanaga is onderverdeeld in zeven gemeenten:
- Bibey
- Lembe-Yezoum
- Mbandjock
- Minta
- Nanga-Eboko
- Nkoteng
- Nsem